# Rozenkranc i Gildenstern
Rozenkranc i Gildenstern – postacie fikcyjne, bohaterowie sztuki Williama Szekspira Hamlet. Szkolni koledzy głównego bohatera i jego, jak sami się określają, najlepsi przyjaciele. Zostali wezwani do Danii przez króla Klaudiusza i królową Gertrudę, żeby uprzyjemnić życie Hamletowi. Mieli oni spędzać z nim czas, rozweselać go i sprawić, by otworzył się przed nimi i zwierzył ze swoich problemów. Przede wszystkim mieli jednak szpiegować młodego księcia i donosić jego stryjowi o wszystkim, co on robi. Hamlet jednak nie daje się oszukać i – domyślając się ich prawdziwych intencji – nie powierza im swoich sekretów. Gra przed nimi tak jak przed wszystkimi innymi. Nieco później obaj panowie dostają jeszcze bardziej odpychające zadanie – mają dopilnować, żeby Hamlet dopłynął statkiem do Anglii, gdzie czekała na niego śmierć. W powierzonym im bowiem przez Klaudiusza liście znajdowała się wiadomość do króla Anglii, która mówiła, iż jeśli władcy zależy na sojuszu z Danią ma on zabić Hamleta. Książę jednak podstępnie wykrada niewiernym przyjaciołom pismo i odczytuje je. Wściekły postanawia uciec, wcześniej jednak fałszuje pismo, nakazując w nim królowi Anglii zgładzenie właśnie Rozenkranca i Gildernsterna. Po czym odkłada pismo na miejsce. Niedługo potem na statek duński napadają piraci (prawdopodobnie opłaceni przez Hamleta). Po krótkiej walce Hamlet przeskakuje na ich statek, zaś ci natychmiast się wycofują. Duński statek zaś prawie bez strat płynie dalej do Anglii, gdzie Rozenkranca i Gildernsterna spotyka śmierć, o której potem doniósł umierającemu Hamletowi poseł.
Nie wiadomo, czy szkolni koledzy Hamleta wiedzieli o tym, co jest w liście, i czy zgodzili się oni na śmierć księcia. Wiadomo jednak, że byli usłużni i oddani Klaudiuszowi oraz bez szemrania wykonywali jego rozkazy. Dlatego Hamlet bez najmniejszych skrupułów podpisał na nich wyrok śmierci, uważając, że w pełni sobie oni na niego zasłużyli.